# 秋田労災病院
独立行政法人労働者健康安全機構 秋田労災病院（どくりつぎょうせいほうじんろうどうしゃけんこうあんぜんきこう あきたろうさいびょういん）は、秋田県大館市軽井沢にある病院である。独立行政法人労働者健康安全機構が運営する。

## 沿革と特徴
設立当時の秋田県北部には、小坂鉱山・尾去沢鉱山・花岡鉱山・大葛鉱山などを初めとする規模の大きな鉱山が多く、鉱山に特有のじん肺・珪肺など労働災害による患者が多かった。当時の秋田県には治療できる医療施設がなかったことから、労働省（現・厚生労働省）が北秋田郡十二所町軽井沢（現・大館市軽井沢）に病院の設置を決めた。
開設当初は、内科、外科、整形外科しかなかったが、その後拡充して1985年には救急告示病院に指定される総合病院になっている。
病院が独自に所有している温泉があり、温泉を利用したリハビリテーションおよび入院患者向けに温泉浴場を提供している。また、無菌手術室（バイオクリーンルーム）があり、高度な整形外科手術を手がけている。

## 年表
- 1953年（昭和28年）12月1日 - 東北労災病院秋田分院として内科、外科、整形外科の診療科、20床で開院[1]。
- 1956年（昭和31年）7月10日 - 理学療法科・歯科を開設、200床に増床と同時に秋田労災病院として独立[1]。
- 1985年（昭和60年）8月16日 - 救急告示病院に指定される[2]。
- 1988年（昭和63年） - 施設が老朽化したため、増改築工事に着手。
- 1992年（平成4年） - 増改築工事が完了。
- 2003年（平成15年）4月 - 勤労者予防医療部を開設、20診療科になる。
- 2004年（平成16年）4月1日 - 運営法人を労働福祉事業団より独立行政法人労働者健康福祉機構へ移行。
- 2016年（平成28年）4月1日 - 運営する法人が、独立行政法人労働者健康福祉機構から独立行政法人労働者健康安全機構へ改組される。

## 保険指定施設
- 保険医療機関（健康保険法・国民健康保険法）
- 救急告示病院[2]
- 労災保険指定医療機関
- 身体障害者福祉法指定医の配置されている医療機関
- 臨床研修指定病院
- 生活保護法指定医療機関
- 原子爆弾被害者一般疾病医療取扱医療機関

## 認定病床数
- 許可病床数 194床
- 一般病床数 194床

## 診療科等
- 内科
- 外科
- 皮膚科
- 消化器科（予約制）
- 泌尿器科（予約制）
- 脳神経外科
- 整形外科
- 眼科（予約制）
- 耳鼻咽喉科
- リハビリテーション科
- 歯科口腔外科（予約制）

## 認定専門医人数
専門医の人数はあきた医療情報ネットワークが公開している数値による。。
- 社団法人日本整形外科学会 : 整形外科専門医 6人
- 公益社団法人日本麻酔科学会 : 麻酔科専門医 0.5人
- 一般社団法人日本泌尿器科学会 : 泌尿器科専門医 0.1人
- 一般社団法人日本内科学会 : 総合内科専門医 1人
- 一般社団法人日本外科学会 : 外科専門医 2人
- 一般社団法人日本糖尿病学会 : 糖尿病専門医 1人
- 一般社団法人日本循環器学会 : 循環器専門医 0.1人
- 財団法人日本消化器病学会 : 消化器病専門医 0.1人
- 一般社団法人日本透析医学会 : 透析専門医 0.1人
- 一般社団法人日本脳神経外科学会 : 脳神経外科専門医 2人

## 交通アクセス

### 鉄道
- JR東日本
  - 花輪線：大滝温泉駅下車、秋田県道136号大滝温泉停車場線・市道を徒歩で約10分。（送迎バス・路線バスあり[注釈 2]）
  - 奥羽本線：大館駅下車のあと路線バスで42分

### バス
路線バス（秋北バス）「労災病院前」バス停。
- 大館市街・鹿角市方面から大館～鹿角花輪路線

高速バス「大滝温泉」バス停徒歩16分（鹿角市・盛岡駅方面の乗降のみ可能）
- みちのく号

### 車
- 国道103号大館バイパスから市道経由
- 駐車場
  - 446台、無料